# Collegio uninominale Calabria - 03 (Senato della Repubblica)
Il collegio elettorale uninominale Calabria - 03 è stato un collegio elettorale uninominale della Repubblica Italiana per l'elezione del Senato tra il 2017 ed il 2022.

## Territorio
Come previsto dalla legge elettorale italiana del 2017, il collegio era stato definito tramite decreto legislativo all'interno della circoscrizione Calabria.
Era formato dal territorio di 111 comuni: Acquaro, Amaroni, Amato, Arena, Argusto, Badolato, Borgia, Briatico, Brognaturo, Candidoni, Capistrano, Caraffa di Catanzaro, Cardinale, Catanzaro, Cenadi, Centrache, Cessaniti, Chiaravalle Centrale, Conflenti, Cortale, Curinga, Dasà, Davoli, Decollatura, Dinami, Drapia, Fabrizia, Falerna, Feroleto Antico, Filadelfia, Filandari, Filogaso, Francavilla Angitola, Francica, Gagliato, Galatro, Gasperina, Gerocarne, Girifalco, Gizzeria, Guardavalle, Ionadi, Isca sullo Ionio, Jacurso, Joppolo, Lamezia Terme, Laureana di Borrello, Limbadi, Maida, Maierato, Marcellinara, Martirano, Martirano Lombardo, Miglierina, Mileto, Mongiana, Montauro, Montepaone, Monterosso Calabro, Motta Santa Lucia, Nardodipace, Nicotera, Nocera Terinese, Olivadi, Palermiti, Parghelia, Petrizzi, Pianopoli, Pizzo, Pizzoni, Platania, Polia, Ricadi, Rombiolo, San Calogero, San Costantino Calabro, San Floro, San Gregorio d'Ippona, San Mango d'Aquino, San Nicola da Crissa, San Pietro a Maida, San Pietro di Caridà, San Sostene, San Vito sullo Ionio, Santa Caterina dello Ionio, Sant'Andrea Apostolo dello Ionio, Sant'Onofrio, Satriano, Serra San Bruno, Serrata, Simbario, Simeri Crichi, Sorianello, Soriano Calabro, Soverato, Soveria Mannelli, Soveria Simeri, Spadola, Spilinga, Squillace, Stalettì, Stefanaconi, Torre di Ruggiero, Tropea, Vallefiorita, Vallelonga, Vazzano, Vibo Valentia, Zaccanopoli, Zambrone, Zungri.
Il collegio era quindi compreso tra le province di Catanzaro e Vibo Valentia e la città metropolitana di Reggio Calabria.
Il collegio era parte del collegio plurinominale Calabria - 01.

## Eletti
In corsivo sono indicati cambiamenti intercorsi non in corrispondenza di elezioni. 
| Elezione | Elezione | Senatore       | Partito            |
| -------- | -------- | -------------- | ------------------ |
|          | 2018     | Gelsomina Vono | Movimento 5 Stelle |
|          | 2019     | Gelsomina Vono | Italia Viva        |
|          | 2022     | Gelsomina Vono | Forza Italia       |

## Dati elettorali

### XVIII legislatura
Come previsto dalla legge elettorale, 116 senatori erano eletti con sistema a maggioranza relativa in altrettanti collegi uninominali a turno unico.
| Candidati              | Candidati                | Voti    | %     | Liste                                | Voti    | %     |
| ---------------------- | ------------------------ | ------- | ----- | ------------------------------------ | ------- | ----- |
|                        | Gelsomina Vono ✔️ Eletto | 82 283  | 39,18 | Movimento 5 Stelle                   | 82 283  | 39,18 |
|                        | Piero Aiello             | 77 385  | 36,85 | Forza Italia                         | 53 897  | 25,66 |
| Lega                   | Piero Aiello             | 77 385  | 36,85 | 12 537                               | 5,97    |       |
| Fratelli d'Italia      | Piero Aiello             | 77 385  | 36,85 | 7 250                                | 3,45    |       |
| Noi con l'Italia - UDC | Piero Aiello             | 77 385  | 36,85 | 3 701                                | 1,76    |       |
|                        | Aquila Villella          | 36 635  | 17,44 | Partito Democratico                  | 32 994  | 15,71 |
| +Europa                | Aquila Villella          | 36 635  | 17,44 | 1 532                                | 0,73    |       |
| Civica Popolare        | Aquila Villella          | 36 635  | 17,44 | 1 112                                | 0,53    |       |
| Italia Europa Insieme  | Aquila Villella          | 36 635  | 17,44 | 997                                  | 0,47    |       |
|                        | Maria Antonia De Fazio   | 4 828   | 2,30  | Liberi e Uguali                      | 4 828   | 2,30  |
|                        | Pasqualina Leuci         | 2 059   | 0,98  | Potere al Popolo!                    | 2 059   | 0,98  |
|                        | Caterina Nero            | 1 707   | 0,81  | CasaPound                            | 1 707   | 0,81  |
|                        | Angela Ciconte           | 1 249   | 0,59  | Il Popolo della Famiglia             | 1 249   | 0,59  |
|                        | Maria Grazia Tolomeo     | 1 087   | 0,52  | Italia agli Italiani                 | 1 087   | 0,52  |
|                        | Angela Cicciù            | 979     | 0,47  | Partito Comunista                    | 979     | 0,47  |
|                        | Giuseppe Topa            | 612     | 0,29  | Lista del Popolo per la Costituzione | 612     | 0,29  |
|                        | Francesca Aversa         | 491     | 0,23  | Partito Valore Umano                 | 491     | 0,23  |
|                        | Mario Cipriano           | 391     | 0,19  | Destre Unite - Forconi               | 391     | 0,19  |
|                        | Francesco Aroma          | 301     | 0,14  | Per una Sinistra Rivoluzionaria      | 301     | 0,14  |
| Totale                 | Totale                   | 210 007 | 100   |                                      | 210 007 | 100   |
|                        |                          |         |       |                                      |         |       |
| Voti non validi        | Voti non validi          | 10 599  | 4,80  |                                      |         |       |
| Votanti                | Votanti                  | 220 606 | 64,52 |                                      |         |       |
| Elettori               | Elettori                 | 341 896 |       |                                      |         |       |